# Kummelskärs Grund
Kummelskärs Grund är ett skär i Åland (Finland). Det ligger i den sydvästra delen av landskapet, 17 km väster om huvudstaden Mariehamn.
Terrängen runt Kummelskärs Grund är platt. Havet är nära Kummelskärs Grund åt sydväst. Närmaste större samhälle är Jomala, 16,5 km öster om Kummelskärs Grund. 
I omgivningarna runt Kummelskärs Grund växer i huvudsak barrskog. Runt Kummelskärs Grund är det glesbefolkat, med 16 invånare per kvadratkilometer.